# Robert Fripp

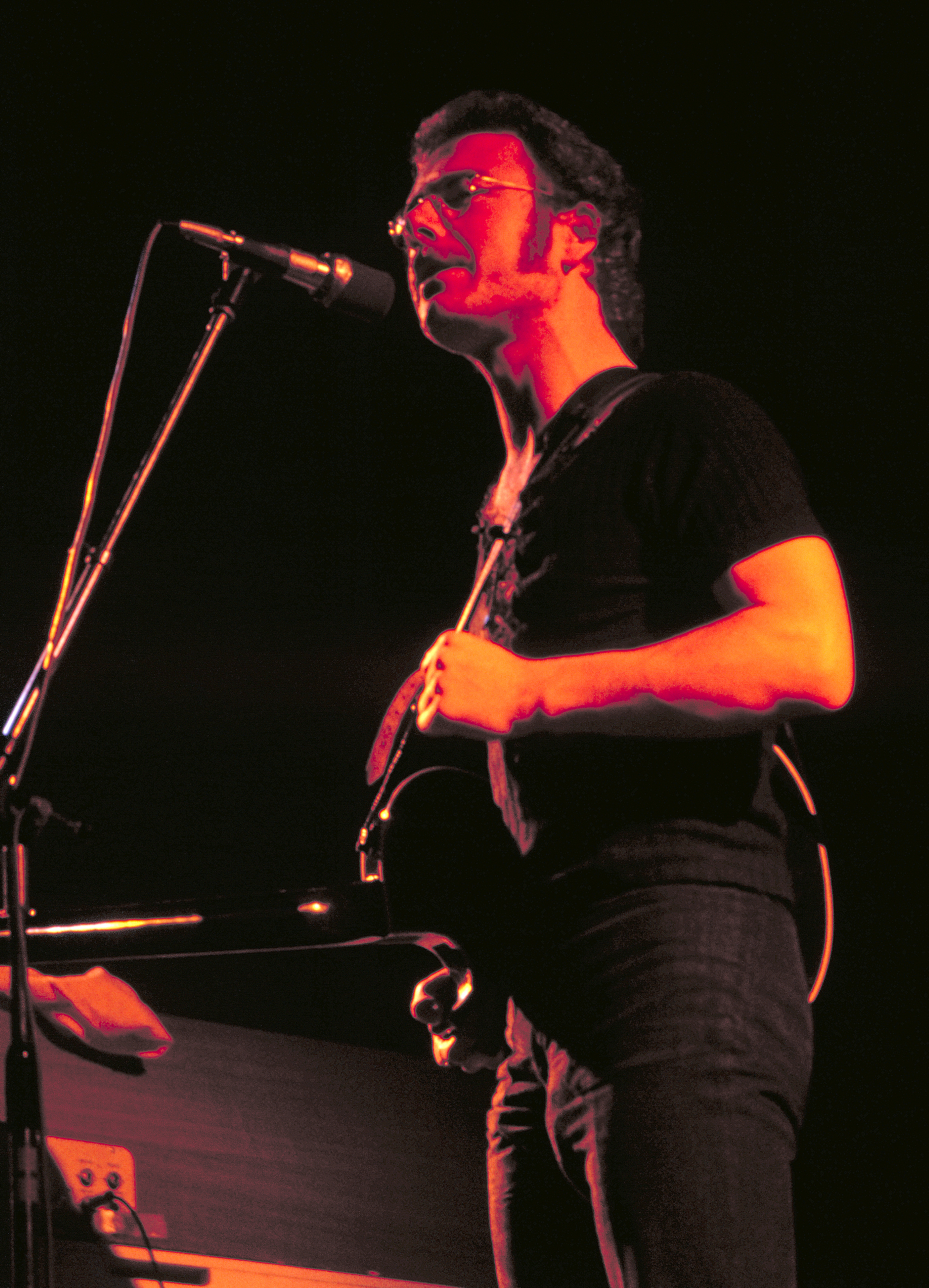
Robert Fripp l'any 1973.

Robert Fripp (16 de maig de 1946) és un guitarrista que es va fer famós pel treball amb el grup King Crimson. Va néixer a Wimborne Minster, Dorset, al sud d'Anglaterra.
Va aprendre a tocar la guitarra als 11 anys. Després de participar en diverses bandes des dels 14 anys, a finals dels anys 60 es converteix en un dels fundadors del moviment de rock progressiu amb la banda King Crimson. També es va fer famós per la seva singularitat tècnica, coneguda com a frippertronics.
Actualment és considerat un dels guitarristes més influents del rock d'avantguarda.

## Biografia

### Inicis de la carrera
La carrera professional de Robert Fripp comença el 1967 quan va entrar a formar part a una banda amb el baixista Peter Giles i el bateria Michael Giles. Aquest trio va gravar dos senzills que van aparèixer en un àlbum titulat The Cheergul Insanity of Giles, Giles and Fripp.

### La formació de King Crimson
Després que es dissolgués la banda, el 1968, Fripp i Michael Giles, van decidir formar King Crimson. Juntament amb Greg Lake, Peter Sinfield i Ian McDonald. El seu primer àlbum va ser In the court of the Crimson King, realitzat el 1969. Des d'aleshores King Crimson s'ha dissolt i tornat a formar en diverses ocasions i amb integrants diferents. Només mantenint Fripp com a pal de paller, sense deixar mai la banda.

### Altres projectes
Durant la dècada dels anys 70, després de l'aparent dissolució definitiva de King Crimson, Fripp es va allunyar de la indústria musical per l'interès que tenia respecte als textos de George Ivanovich Gurdjieff. Estudis que fins i tot van influir al seu treball amb la guitarra Craft. El 1976 va tornar al treball musical col·laborant al primer disc del solista Peter Gabriel, fins i tot va anar de gira amb ell com un dels seus músics de suport amb el nom de Dusty Rhodes.
El 1977 Fripp va rebre una trucada de Brian Eno, que treballava amb David Bowie en l'àlbum Heroes. Fripp va tocar la guitarra en aquest àlbum i d'es d'aquell moment va iniciar una sèrie de col·laboracions amb músics reconeguts. Fripp va començar a treballar en el seu propi material, amb les contribucions d'Eno, Gabriel i Hall, també amb Peter Hammil, Jerry Marotta, Phil Collins, Tony Levin i Terre Roche. Aquest material va culminar el 1979 amb el seu primer àlbum com a solista Exposure, seguit de la gira Frippertronics.
Mentre vivia a Nova York va participar en discs i concerts de Blondie i Talking Heads. La seva col·laboració amb Buster Jones, Paul Duskin i David Byrne, va donar el resultat de l'àlbum God save the Queen / Under heavy manners. El 1980 va formar una banda de new wave instrumental amb Sara Lee, Barry Andrews i Johnny Toobad; anomenada League of gentlemen, que traduït al català significa Lliga de cavallers.

### El retorn de King Crimson
El 1981 King Crimson va retrobar-se amb Robert Fripp, Bill Bruford, Adrian Belew i Tony Levin. El grup havia estat conceptualitzat amb el nom de Discipline, però durant les gravacions Fripp va comentar als seus companys que el nom de King Crimson era més apropiat. Així el disc va passar a titular-se Discipline, sota el nom de King Crimson.
Per Fripp, King Crimson sempre ha estat una manera de fer coses, de manera que no és un grup de músics en particular, el grup només deixa que la seva música capti aquesta metodologia. Després de tres àlbums, King Crimson es va dissoldre altra vegada el 1984. Durant aquest període, Fripp va treballar en dos discs amb el seu amic Andy Summers, de The Police.

### Guitar Craft
El 1984, la American SOciety for Continuous Education (ASCE), va oferir a Fripp una plaça com a professor. Ell havia estat a l'ASCE des de 1978 i havia considerat seriosament, durant bastant temps, la perspectiva d'ensenyar guitarra. La seva classe, Guitar Craft, es va iniciar el 1985, tenint entre altres resultats, un grup anomenat The League of crafty guitarists, que ha elaborat diversos discs.

### Soundscapes
Les col·laboracions de Fripp amb David Sylvian, presenta alguns dels més exuberants exemples del seu estil. Fripp va contribuir a la pista de 20 minuts de durada de Sylvian, steel cathedrals. L'any següent Fripp també va participar de la mateixa manera amb gone to earth. El 1991 Fripp va oferir a Sylvian, convertir-se en el vocalista de la reformació de King Crimson, però Sylvian va refusar l'oferta. Més endavant, es van unir al grup Trey Gunn i Jerry Marotta.

### King Crimson reduït
El 1994 Fripp va formar un nou King Crimson amb la mateixa formació de 1981, afegint a Trey Gunn i a Pat Mastelotto, en una configuració coneguda com a doble trio. Aquesta formació va portar a terme els discs VROOOM (1994) i thrak (1995). Després que Bruford i Levin marxessin, els membres restants van realitzar els dos últims discs de King Crimson the construkction of light i the power to belive. La formació va tornar a canviar quan va marxar Trey Gunn i va tornar Tony Levin.

### Treballs recents
Durant el 2004, Fripp va fer una gira amb Joe Satriani i Steve Vai com el trio de Guitarra G3.
El 21 d'octubre de 2005, Fripp va treballar als estudis de Microsoft gravant nous sons i atmosferes pel Windows Vista.

## Discografia
- 1968 The Cheerful Insanity of Giles, Giles, and Fripp
- 1973 (No Pussyfooting)
- 1975 Evening Star
- 1979 Exposure
- 1981 God Save the Queen/Under Heavy Manners
- 1981 League of Gentlemen
- 1981 Let the Power Fall
- 1982 I Advance Masked (amb Andy Summers)
- 1984 Bewitched (amb Andy Summers)
- 1985 Network
- 1985 God Save the King (amb the League of Gentlemen)
- 1986 The League of Crafty Guitarrist Live
- 1991 Show of Hands
- 1993 The First Day (amb David Sylvian)
- 1993 Darshan (amb David Sylvian)
- 1993 Kings (amb David Sylvian)
- 1994 1999 Soundscapes: Live in Argentina
- 1994 The Bridge Between
- 1994 Damage: Live (amb David Sylvian)
- 1994 Redemption-Approaching Silence (amb David Sylvian)
- 1994 FFWD (amb The Orb)
- 1995 Intergalactic Boogie Express: Live in Europe 1991
- 1995 A Blessing of Tears
- 1995 Radiophonics
- 1996 Thrang Thrang Gozimblux
- 1996 That Witch Passes
- 1997 November Suite
- 1997 Pie Jesu
- 1998 The Gates of Paradise
- 1998 Lightness: for the Marble Palace
- 1999 The Repercussions of Angelic Behavior (amb Bill Rieflin y Trey Gunn)
- 2004 The Equatorial Stars
- 2005 Love Cannot Bear

Robert Fripp ha participat en tots els discs de King Crimson.